# Universo de discurso
O domínio de discurso, também chamado de universo de discurso ou domínio de quantificação, é uma ferramenta analítica usada na lógica dedutiva, especialmente na lógica de predicados. Indica o conjunto relevante de entidades as quais os quantificadores se referem.
Objecto de de discurso (UDM),é uma abreviatura de inverso do discurso
na logica matemática deve ser determinado quando for possível .
O termo "universo de discurso" geralmente se refere ao conjunto completo de termos usados num discurso específico, isto é, à família de termos semânticos ou lingüísticos que são específicos para uma certa área de interesse. Em Teoria dos Modelos, o termo "universo de discurso" se refere ao conjunto de entidades nas quais um modelo é baseado.
Uma base de dados é um modelo de algum aspecto da realidade de uma organização. É convencional chamar essa realidade de  "universo de discurso" ou "domínio de discurso".
O exemplo seguinte especifica um domínio de discurso:
Considere 0,1,2,3,4,5... como sendo o conjunto dos números naturais.
A asserção {\displaystyle \forall n(2\cdot n\geq n)}
é verdadeira para o domínio dos números naturais.
Nas ciências formais, o domínio do discurso, também chamado de universo de discurso (ou simplesmente universo), é o conjunto de entidades sobre as quais algumas variáveis de interesse em algum tratamento formal podem variar. O domínio de discurso é geralmente identificado nas preliminares, de modo que não há necessidade de tratamento posterior para especificar a que gama de variáveis a discussão se refere. Muitos lógicos costumam distinguir, por vezes apenas tacitamente, entre o domínio da ciência e o universo de discurso de uma formalização da ciência. Giuseppe Peano formalizou a teoria dos números (aritmética de inteiros positivos), tendo como seu domínio os números inteiros positivos e o universo de discurso todos os indivíduos e não apenas números inteiros.
Por exemplo, em uma interpretação da lógica de primeira ordem, o domínio do discurso é o conjunto de indivíduos que os quantificadores vão acabar. Em uma interpretação, o domínio do discurso poderia ser o conjunto dos números reais; em outra interpretação, que poderia ser o conjunto dos números naturais. Se nenhum domínio de discurso foi identificado, como uma proposição ∀x (x² ≠ 2) é ambígua. Se o domínio do discurso é o conjunto dos números reais, a proposição é falsa, com x = √2 como contraexemplo; se o domínio é o conjunto de naturais, a proposição é verdadeira, pois 2 não é o quadrado de qualquer número natural.
O universo prazo de discurso geralmente se refere à coleção de objetos que estão sendo discutidas em um discurso específico. Na semântica do modelo teórico, um universo de discurso é o conjunto de entidades que um modelo se baseia. O conceito de universo de discurso é geralmente atribuído a Augustus De Morgan (1846), mas o nome foi usado pela primeira vez na história de George Boole (1854), na página 42 de suas leis do pensamento em uma passagem longa e incisiva. A definição de Boole é citado abaixo. O conceito, provavelmente descoberto independentemente por Boole em 1847, desempenhou um papel crucial em sua filosofia da lógica, especialmente em seu princípio impressionante de referência holística.
Um banco de dados é um modelo de algum aspecto da realidade de uma organização. É convencional chamar esta realidade, o "universo de discurso" ou "domínio do discurso".

## Definição de Boole (1856)
Em cada discurso, seja da mente conversando com seus próprios pensamentos, ou do indivíduo na sua relação com os outros, há um limite presumido ou expresso dentro do qual os sujeitos de sua operação estão confinados. O discurso mais irrestrito é aquela em que as palavras que usamos são entendidas na aplicação mais ampla possível, e para elas os limites do discurso são coextensivo com os do próprio universo. [...] Às vezes, nos discursos que implicam (sem expressar a limitação) que é de homens somente sob determinadas circunstâncias e condições, como de homens civilizados, ou dos homens no vigor da vida, ou dos homens sob alguma outra condição ou relação. Agora, qualquer que seja a extensão do campo em que são encontrados todos os objetos de nosso discurso, esse campo pode ser qualificado o universo de discurso. Além disso, o universo de discurso é no sentido mais estrito o tema final do discurso.